# Onobrychis grossheimii
Onobrychis grossheimii är en ärtväxtart som beskrevs av Boris Fedtjenko. Onobrychis grossheimii ingår i släktet esparsetter, och familjen ärtväxter. Inga underarter finns listade i Catalogue of Life.